# Autobus standardowy VÖV
Autobusy standardowe VÖV – zunifikowane autobusy liniowe opracowane i produkowane w latach 1968–ok. 1992, głównie w RFN według wytycznych ówczesnego zachodnioniemieckiego Związku Publicznych Zakładów Komunikacyjnych (Verband öffentlicher Verkehrsbetriebe, w skrócie: VÖV), poprzednika dzisiejszego Związku Niemieckich Przedsiębiorstw Komunikacyjncyh (Verband Deutscher Verkehrsunternehmen, w skrócie: VDV).
Autobusy te produkowane były przez różnych producentów, ale miały te same parametry ujęte w jednolitej specyfikacji (Lastenheft).
Pomysłodawcą opracowania zunifikowanego autobusu miejskiego dla (zachodnio)niemieckich przedsiębiorstw komunikacyjnych były zakłady komunikacyjne w Hamburgu – Hamburger Hochbahn AG, które w 1959 r. zaproponowały skonstruowanie standardowego pojazdu, co pozwoliłoby na ujednolicenie taboru, a co za tym idzie, obniżyło koszty produkcji dzięki produkcji masowej, oraz koszty eksploatacji i napraw dzięki użyciu tych samych elementów oraz uproszczeniu i ujednoliceniu konstrukcji autobusów różnych producentów. Wspólnie z VÖV utworzyły one grupę roboczą „Arbeitskreis Standard-Linienbus”, która zajęła się zagadnieniem konstrukcji takiego autobusu. Pomysł narodził się w okresie, kiedy w latach 50. transport publiczny zaczął przegrywać z transportem indywidualnym i baczniej przyglądano się kosztom eksploatacji autobusów.

## Autobus standardowy VÖV-I i StÜLB
Katalog wymagań stawianych nowemu pojazdowi wymieniał m.in. następujące cechy standardowego autobusu: długość 11 m i napęd z umieszczonego na zwisie tylnym silnika o mocy co najmniej 150 KM (a później 200 KM). Określono wymiary pojazdu, wysokość podłogi i stopni wejściowych, wymiary drzwi i okien, ich odstępy, liczbę i ustawienie siedzeń oraz wygląd stanowiska kierowcy identyczne w każdym autobusie. Dodatkowo stworzono wymagania dla wersji autobusu międzymiastowego o długości 11,7 m. Produkcji autobusu standardowego podjęli się Büssing, Magirus-Deutz, MAN i Mercedes-Benz, a nawet dwaj producenci zagraniczni Gräf & Stift (Austria, na rynek własny), Ikarus (Węgry, mała seria dla Hamburga).

Niemal identyczne autobusy różnych marek – autobusy standardowe
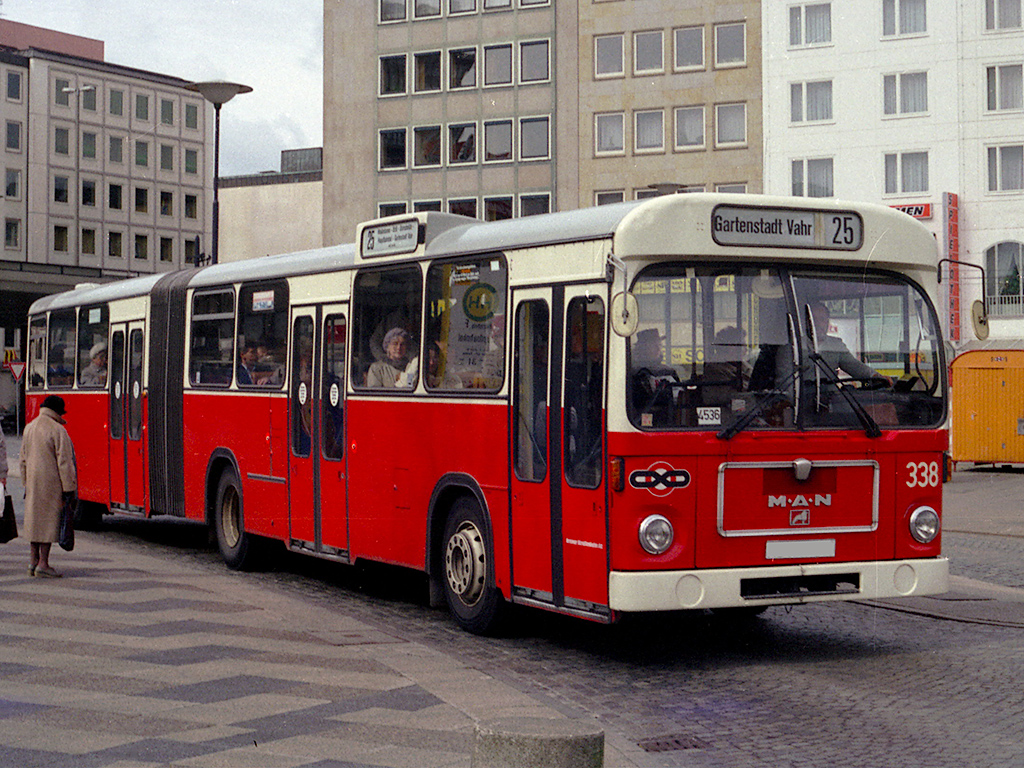
przegubowy miejski autobus generacji VÖV-I MAN
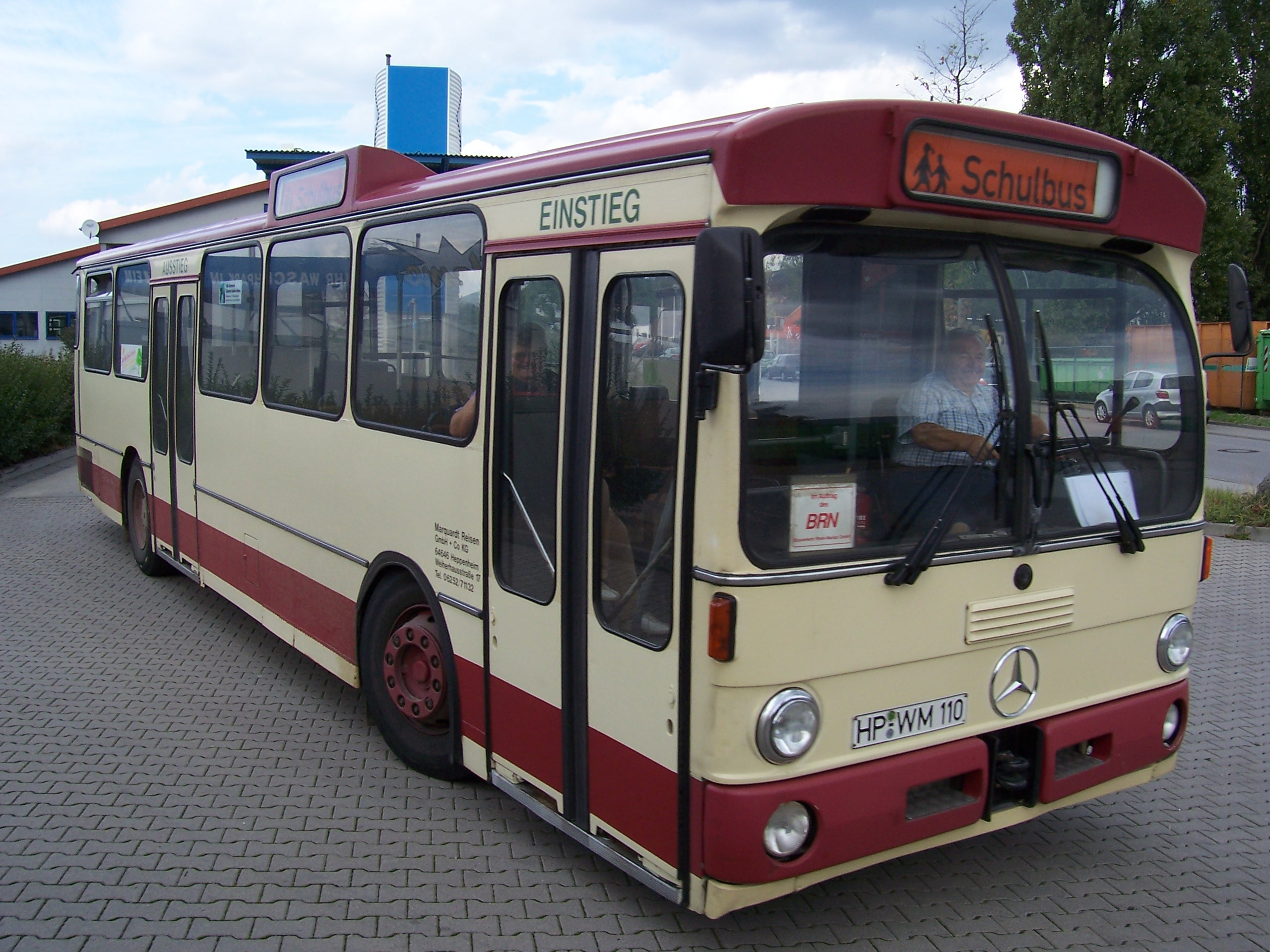
miejski autobus generacji VÖV-I Mercedes-Benz (typ O305)

Prototypy standardowego liniowego autobusu (stąd skrót SL na oznaczenie tego modelu) zaprezentowali w 1967 r.: Daimler-Benz (model O305), Magirus (model 150 S 11 N) i Büssing (model Präfekt 13 VÖV).
Weszły one do produkcji seryjnej w 1968 r. (przy czym Büssing zmienił oznaczenie swojego modelu na die Präfekt 13 Standard). Optycznie pojazdy były do siebie podobne, najbardziej różniły się atrapami ściany przedniej różnie zaprojektowanymi przez każdego z producentów w indywidualny sposób. Podwozia i silniki powyższych producentów wykorzystali też konkurenci: Kässbohrer produkujący autobusy marki Setra i Auwärter, producent marki Neoplan, do stworzenia własnych autobusów pierwszej generacji VÖV – lecz bez powodzenia. Pozostali oni więc przy produkcji autobusów miejskich nie odpowiadających wytycznym VÖV.
MAN zaprezentował swój model na targach IAA w 1969 r., ale za to od razu w dwóch wersjach: ze ścianą przednią zgodnie ze standardem VÖV (z wygiętą poziomo szybą) oraz ze ścianą przednią dla modelu podmiejskiego (StÜLB) ze zwykłą szybą przedniego okna. Do produkcji seryjnej wszedł model 750 HO-SL z przodem według standardu VÖV.
W 1971 r. MAN przejął zakłady Büssing i chwilowo produkowane w nich autobusy nosiły oznaczenie MAN-Büssing, potem już tylko MAN. Produkowano tu typy SL 195, potem SL 200. Po włączeniu zakładów Magirus-Deutz do koncernu IVECO na rynek trafiły też standardowe autobusy marki IVECO. W roku 1971 węgierski Ikarus w kooperacji z Ferrostahl AG oraz Gesellschaft für Verkehrsberatung und Verfahrenstechnik GVV (firmą-córką hamburskiego przewoźnika metra HVV, zajmująca się przewozami autobusowymi), zbudował prototyp autobusu miejskiego Ikarus 190, zbliżony do niemieckich konstrukcji. Był on przeznaczony na rynek RFN, co było ewenementem w państwach z obozu RWPG. W sumie Ikarus sprzedał w ciągu kilku lat do Hamburga 154 autobusy.
Oprócz modelu solo powstał też model przegubowy z silnikiem z tyłu pojazdu (SG = Standardgelenkbus). Mercedes oznaczył go jako O305G, MAN miał w ofercie kilka wariantów: SG 192, SG 220, SG 240 – różniących się długością, silnikiem i napędem (oferowano autobusy „pchacze” z silnikiem umieszczonym z tyłu i napędzaną trzecią osią oraz autobusy „ciągniki” z napędem na oś środkową). Drugi człon dla autobusów przegubowych MAN-a produkowała fabryka Göppel stąd różniły się one od siebie np. umiejscowieniem drzwi.
W niektórych autobusach SL i SG MAN stosował zaokrąglone boczne tylne szyby, a w innych nie.
Specjalna grupa pod nazwą Standard-Überlandomnibus, w skrócie StÜLB opracowała standardowy model podmiejski. Był on dłuższy od modelu miejskiego (11,7 m), miał więcej miejsc siedzących, wąskie drzwi przednie (rzadziej też o normalnej szerokości) i najczęściej nie miał z boku kasety na tablice kierunkowe nad oknami. Model ten miał zaokrągloną ścianę przednią, zwaną ścianą StÜLB. Mercedes oferował go pod oznaczeniem O307, MAN oznaczył go jako SÜ 240. Rzadziej sprzedawano model podmiejski przegubowy np. MAN SL 192 Ü 18 o dłg. 18 metrów i krótszy SG 220 Ü.
Ściana przednia modelu podmiejskiego bardziej spodobała się użytkownikom i producenci zaczęli ją stosować wymiennie z przodem VÖV w modelu miejskim (MAN od 1972 r., Mercedes od 1974 r.). W końcu w przypadku autobusów MAN przód StÜLB wyparł w ostatnich latach produkcji modele z przodem VÖV. Mercedes do końca oferował pojazdy z przodem VÖV, choć w coraz mniejszych ilościach. Niektóre zakłady od początku zamawiały autobusy miejskie tylko z przodem „podmiejskim” – np. BVG w Berlinie Zachodnim.
Na bazie Mercedesa powstał autobus półtorapokładowy, jednak nie zyskał on takiego poklasku jak podobne modele z czasów przed standardem VÖV.
Dla operatora publicznego transportu zbiorowego w Berlinie Zachodnim BVG opracowano model piętrowego autobusu na bazie standardowego. Był on produkowany przez MAN (model SD 200, podwozie) i karosowany przez berlińskie firmy, głównie Waggon Union.
Autobusy standardowe I generacji (VÖV I) szybko trafiły do zakładów komunikacyjnych RFN i były nierozłącznym elementem krajobrazu zachodnioniemieckich miast lat 70. i 80. XX w. Część z nich trafiła na eksport, m.in. piętrusy MAN do zakładów w Bagdadzie.
Pod koniec lat 70. i na początku lat 80. wyprodukowano nieliczne egzemplarze z próbnym napędem metanolowym. MAN skonstruował też w 1983 r. na bazie modelu przegubowy autobus trójczłonowy długości 24 m – typ SGG 280. Dla Solingen powstały też trolejbusy przegubowe MAN SG 200 HO.
Nieuchronnie jednak zbliżał się czas kiedy konstrukcję z lat 60. miała wyprzeć nowa generacja pojazdów. Prace nad opracowaniem modelu standardowego II generacji rozpoczęto już pod koniec lat 70.
Autobusy I generacji zaczęto wycofywać na przełomie lat 80/90., kiedy do niemieckich zakładów komunikacyjnych trafiły pierwsze pojazdy niskopodłogowe. Wiele z nich zostało sprzedanych do prywatnych operatorów, również za granicę, głównie w Europie Środkowej i Wschodniej.

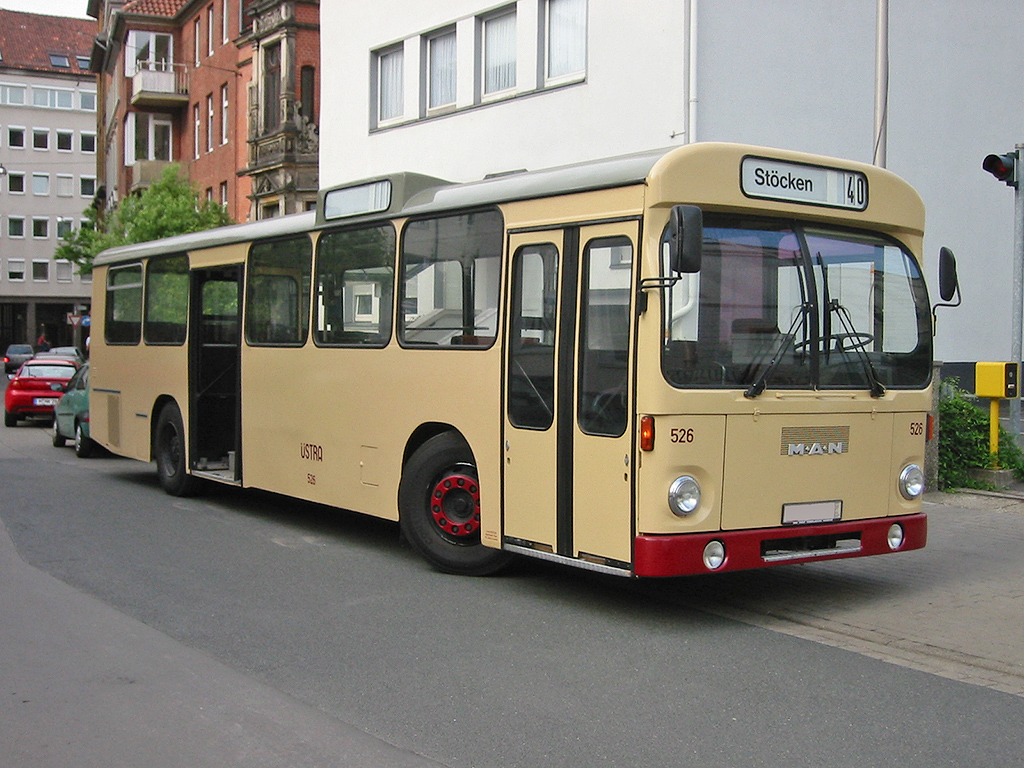
miejski MAN SL 200
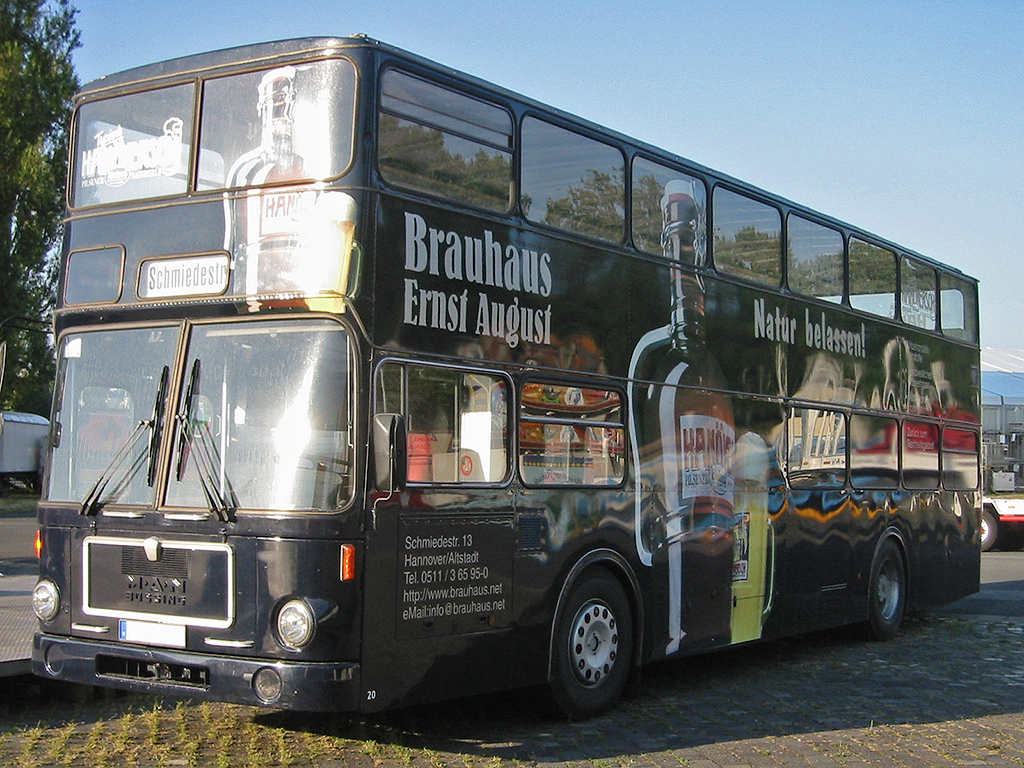
piętrowy MAN SD 200
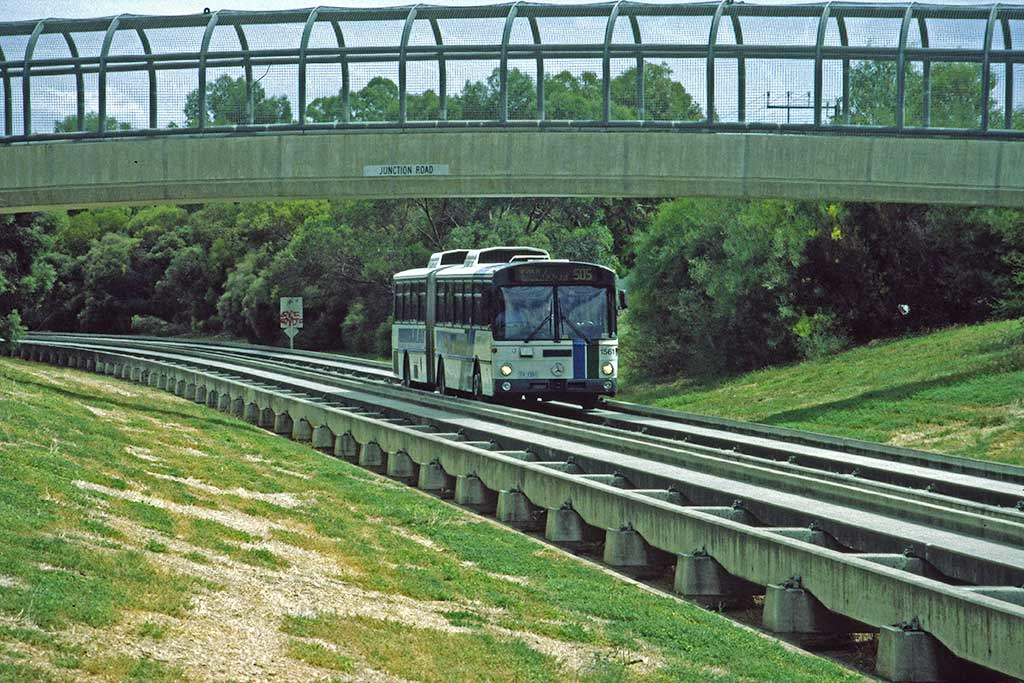
Mercedes-Benz na linii autobusu prowadzonego w Adelaide w Australii
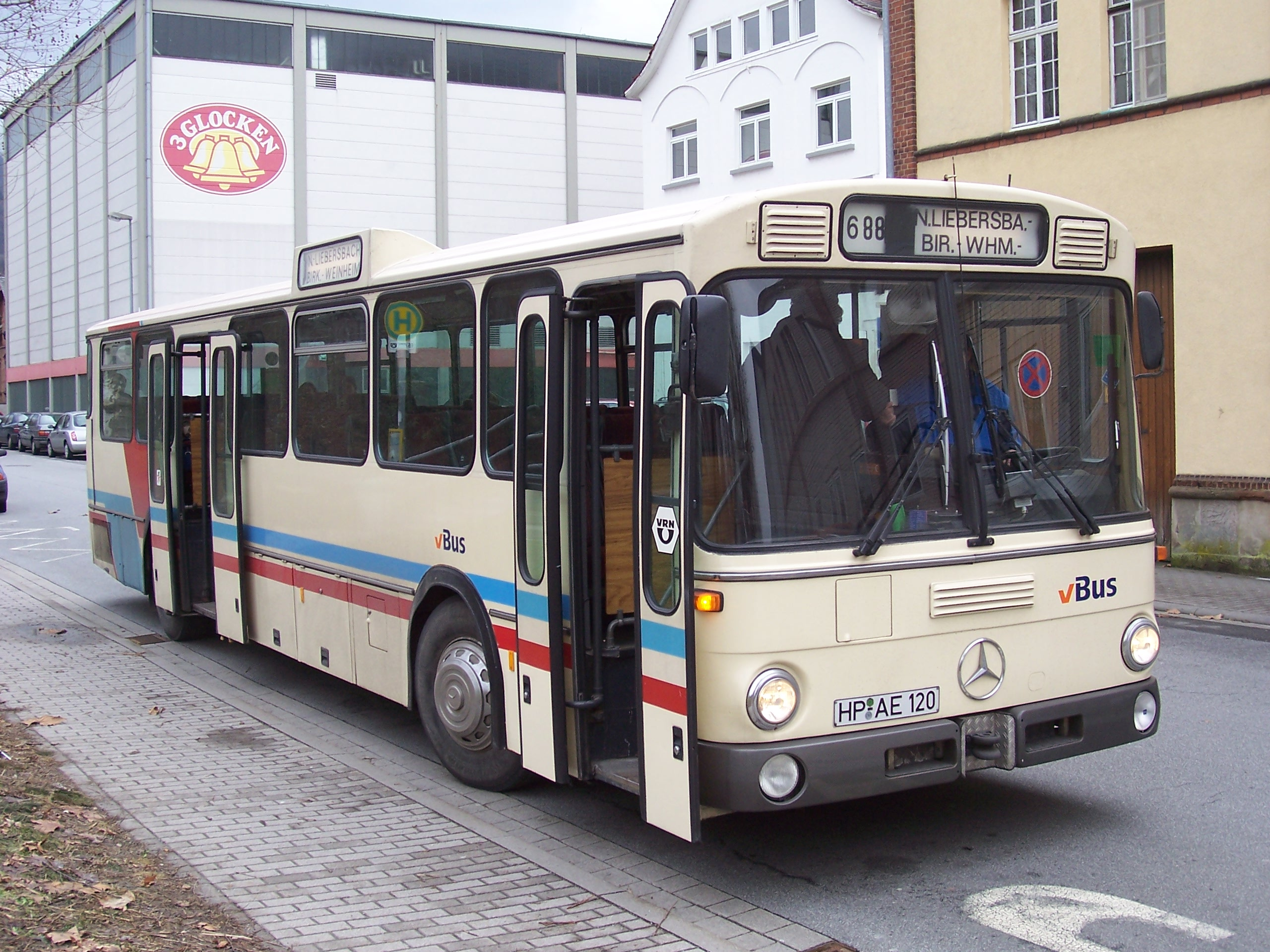
podmiejski Mercedes-Benz O307

## Autobus standardowy VÖV-II (S80) i Ü80
Model II generacji standardu VÖV (VÖV-II/SL II) roboczo zwany też S80 (autobusem miejskim lat 80.), powstał w 1979 roku. Miał kanciaste nadwozie z szerokim pasem między oknami a krawędzią dachu (żartobliwie nazywane „pudełkiem na buty”). Moc silnika zwiększono do min. 240 KM. Po przetestowaniu prototypowych serii podjęto w połowie lat 80. seryjną produkcję. Oprócz MAN (model SL 202) i Mercedes-Benz (model O405) produkcję autobusu standardowego drugiej generacji podjął też Neoplan (model N 416 SLII), mimo że ten ostatni nie porzucił planów budowy własnego autobusu miejskiego, najlepiej niskopodłogowego. Ostatni wielki producent, Kässbohrer, produkował miejską wersję autobusu własnej konstrukcji (niestandardowego) typu S 215 SL i przegubowy SG 219 SL.
Berliński Waggon Union znowu produkował autobus piętrowy dla Berlina (MAN SD 202).
Wersje przegubowe pojazdów sprzedawano pod oznaczeniami: O405G (Mercedes-Benz) i SG 242/292/312 i SG 242H (MAN). Neoplan dopiero od drugiej połowy lat 80. oferował autobus przegubowy (N 421 SGIII) niskopodłogowy w I członie z wysoką podłogą w II członie – typ N 421 SGIII.
Wreszcie też opracowano model minibusu, którego brakowało na rynku: Neoplan jako pierwszy producent zaoferował w 1983 r. krótką wersję pojazdu standardowego (typ N 407). Na wystawie motoryzacyjnej IAA we wrześniu 1985 również Mercedes-Benz pokazał swój pierwszy midibus (typ O402), krótszego i węższego od standardowego O405, lecz zbudowanego z wykorzystaniem wielu komponentów większych pojazdów – nadwozie dostarczał Göppel. MAN miał w ofercie typ SM 152 i SM 192, który tak jak produkt konkurenta był produkowany przy współpracy z Göppel w Augsburgu.
Również w przypadku II generacji powstały trolejbusy dla Solingen – tym razem jednak nie przegubowe, ale solo 3-osiowe: MAN SL 172 HO.
Model podmiejski II standardowej generacji, Ü80, został opracowany przed modelem miejskim, od którego różnił się głównie pojedynczymi drzwiami przednimi i większą liczbą miejsc siedzących, a w przypadku Mercedesa (typ O407) kształtem wyświetlacza nad przednią szybą. Modele innych producentów nie odniosły zresztą sukcesu.
MAN początkowo nadal produkował starszy model (I generacji), czyli SÜ 240. W końcu opracował model II generacji – typ SÜ 242, który jednak nie stał się popularny. Do produkcji masowej wprowadzono za to model ÜL 242/272, bazujący na wersji miejskiej, ale różniący się znacznie wyglądem (nadwozie oparte było na autokarze).
Neoplan opracował model N416 Ü, ale znacznie lepiej sprzedawały się inne modele tej marki. Czwarty producent, Kässbohrer, zbudował tylko 6 sztuk autobusu Setra Ü80, ale zarzucono pomysł produkcji seryjnej. Zamiast tego produkowano model niestandardowy własnej konstrukcji SL 215, który okazał się najlepiej sprzedającym podmiejskim autobusem w RFN i pozostawił w tyle modele standardowe. Tak więc projekt Ü80 nie sprawdził się – nie powtórzył sukcesu modelu miejskiego.
Od połowy lat 90. autobusy II generacji standardowej wychodzą z użycia, zastępowane przez pojazdy niskopodłogowe.
Autobusy II generacji podobnie jak pojazdy I generacji trafiały też za granicę – nowe, bądź używane.

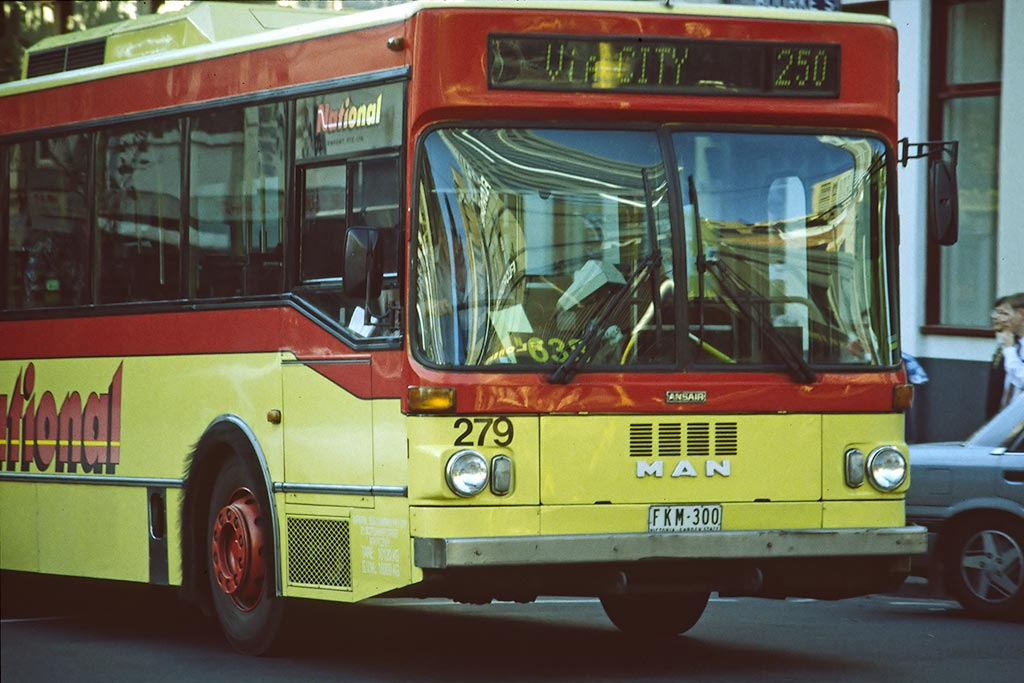
MAN miejski II generacji VÖV w Melbourne w Australii
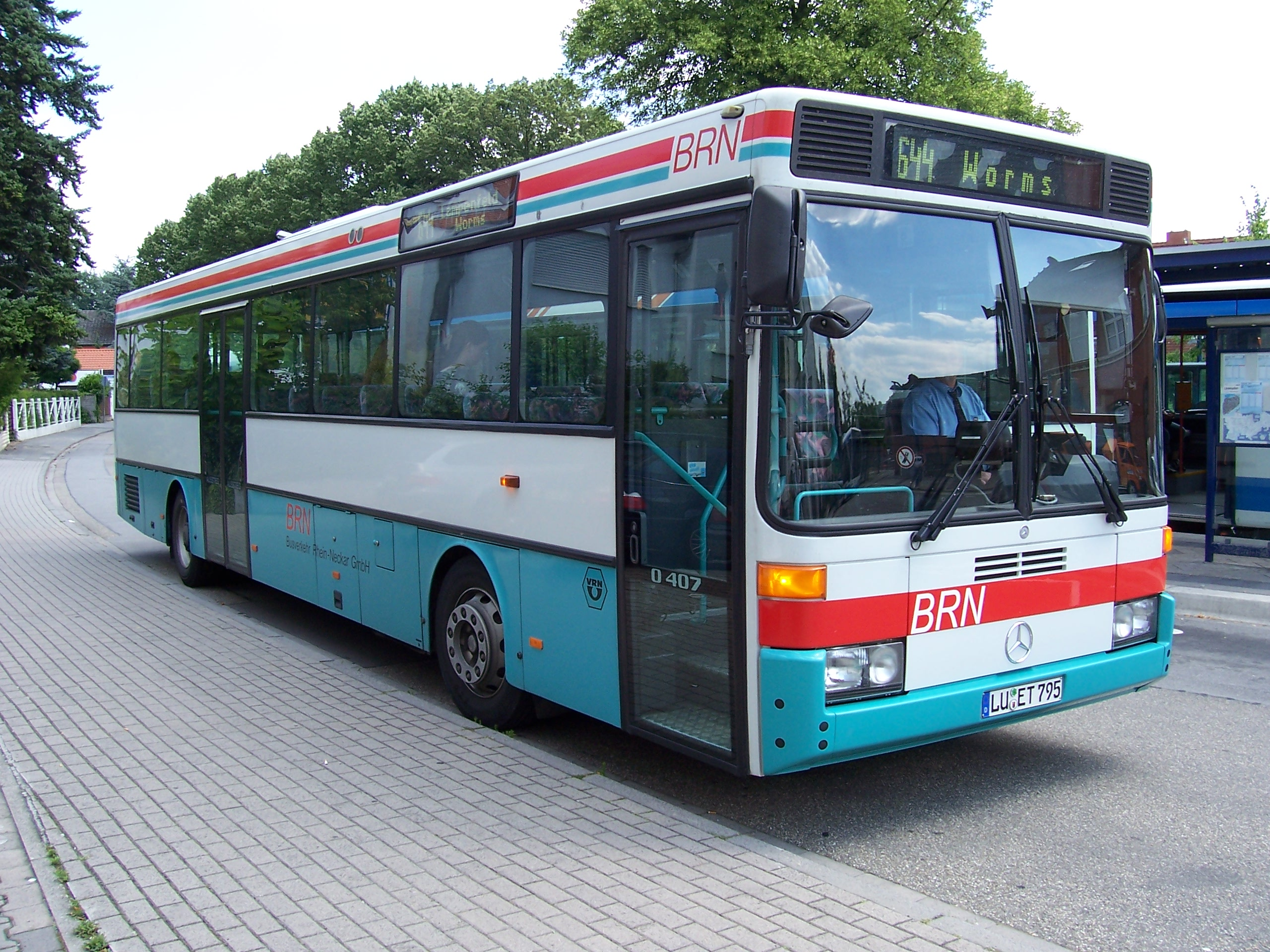
Mercedes-Benz podmiejski (typ O407)
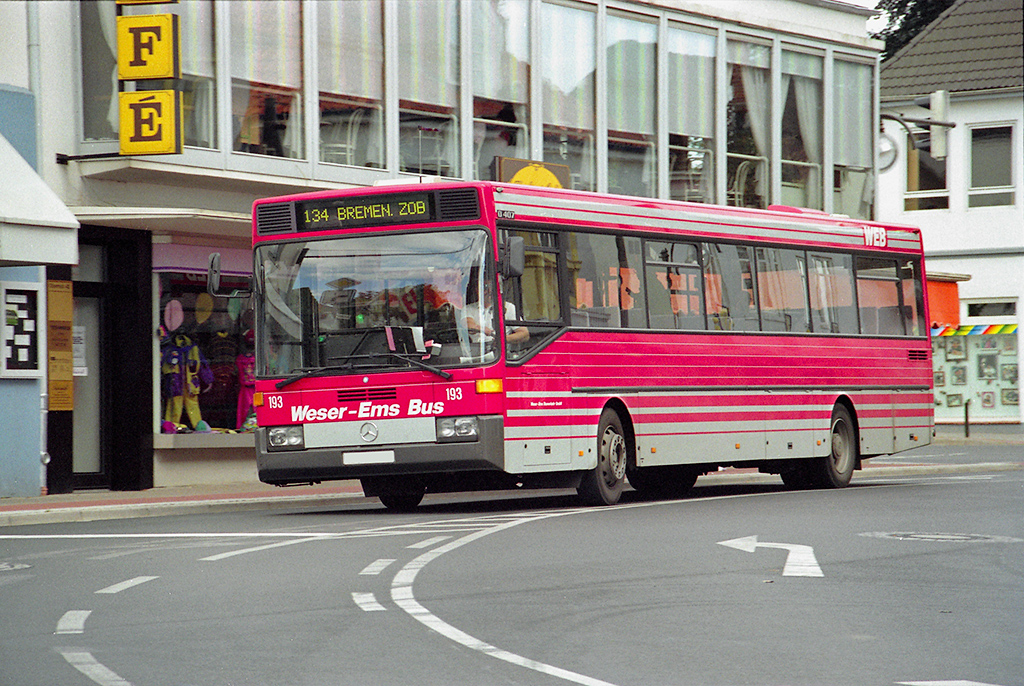
Mercedes-Benz podmiejski prototyp Ü 80